# آملیا (نبراسکا)
آملیا (به انگلیسی: Amelia) یک منطقهٔ مسکونی در ایالات متحده آمریکا است که در نبراسکا واقع شده است. آملیا ۶۶۵٫۰۸ متر بالاتر از سطح دریا قرار دارد.